# Listă de actori croați
Aceasta este o listă de actori croați:

Cuprins: Început - 0–9 A B C D E F G H I J K L M N O P Q R S T U V W X Y Z

## A
- Dejan Aćimović (n. 1963)

## B
- Relja Bašić (n. 1930)
- Ena Begović (1960–2000)
- Rene Bitorajac (n. 1972)
- Slavko Brankov (1951–2006)
- Boris Buzančić (1929-2014)
- Alain Blažević (n. 1970)

## C
- Zlatko Crnković (1936–2012)
- Petar Cvirn (n. 1986)
- Zrinka Cvitešić (n. 1979)

## D
- Slobodan Dimitrijević (1941–1999)
- Nataša Dorčić (n. 1968)
- Vanja Drach (1932–2009)
- Vlatko Dulić (n. 1943)
- Boris Dvornik (1939–2008)

## E
- Nela Eržišnik (1922–2007)

## F
- Tarik Filipović (n. 1972)
- Božidarka Frajt (n. 1940)
- Mira Furlan (n. 1955)

## G
- Emil Glad (1929–2009)
- Ratko Glavina (n. 1941)
- Ivo Gregurević (n. 1952)
- Goran Grgić (n. 1965)

## H
- Ivan Herceg (n. 1981)

## I
- Nives Ivanković (n. 1967)
- Ilija Ivezić (n. 1926)

## J
- Nataša Janjić (n. 1981)
- Zvonimir Jurić (n. 1971)

## K
- Jagoda Kaloper (n. 1947)
- Ana Karić (1941–2014)
- Ljubomir Kerekeš (n. 1960)
- Kristina Krepela (n. 1979)
- Robert Kurbaša (n. 1977)

## L
- Dolores Lambaša (1981–2013)
- Frano Lasić (n. 1954)
- Alen Liverić (n. 1967)
- Leon Lučev (n. 1970)
- Branko Lustig (n. 1932)

## M
- Franjo Majetić (1923–1991)
- Ante Čedo Martinić (1960–2011)
- Stojan Matavulj (n. 1961)
- Rene Medvešek (n. 1963)
- Sven Medvešek (n. 1965)

## N
- Mustafa Nadarević (n. 1943)
- Antun Nalis (1911–2000)
- Bojan Navojec (n. 1976)

## O
- Ecija Ojdanić (n. 1974)
- Mia Oremović (1918–2010)

## P
- Leona Paraminski (n. 1979)
- Stjepan Perić (n. 1983)
- Edo Peročević (1937–2007)
- Žarko Potočnjak (n. 1946)
- Alma Prica (n. 1962)
- Matija Prskalo (n. 1966)

## R
- Zvonimir Rogoz (1887–1988)
- Vicko Ruić (n. 1959)

## S
- Lucija Šerbedžija (n. 1973)
- Rade Šerbedžija (n. 1946)
- Ivo Serdar (1933–1985)
- Marija Škaričić (n. 1977)
- Semka Sokolović-Bertok (1935–2008)
- Fabijan Šovagović (1932–2001)
- Filip Šovagović (n. 1966)

## V
- Jelena Veljača (n. 1981)
- Ivica Vidović (1939–2011)
- Nina Violić (n. 1972)
- Goran Višnjić (n. 1972)
- Zlatko Vitez (n. 1950)
- Antun Vrdoljak (n. 1931)